# 洛维莎·卡尔松
埃玛·洛维莎·卡尔松（瑞典語：Emma Lovisa Karlsson，1995年5月24日—），瑞典女子帆船运动员。她曾代表瑞典参加2020年和2024年夏季奥林匹克运动会帆船比赛，其中2024年奥运会获得一枚铜牌。